# Палмейра-де-Фару
Палмейра-де-Фару (порт. Palmeira de Faro)  —  район (фрегезия) в Португалии,  входит в округ Брага. Является составной частью муниципалитета  Эшпозенде. По старому административному делению входил в провинцию Минью. Входит в экономико-статистический  субрегион Каваду, который входит в Северный регион. Население составляет 2161 человек на 2001 год. Занимает площадь 6,36 км².